# Sol Emeralds
Las Esmeraldas Sol (ソル エメラルド Soru Emerarudo), también conocidas como Sol Emeralds, son un conjunto de esmeraldas de otra dimensión, que aparecen en el videojuego Sonic Rush y su secuela Sonic Rush Adventure, donde son custodiadas por Blaze the Cat.

## Poderes y rasgos
Las Sol Emeralds comparten muchos rasgos similares con las Chaos Emeralds, pero son de forma rectangular (corte esmeralda) a diferencia de la forma puntiaguda (corte brillante) de las Chaos Emeralds. Cada Sol Emerald posee una cantidad ilimitada de gran potencia similar a la de la energía de las Chaos que puede ser aprovechada para potenciar máquinas y criaturas por igual. Además, si un personaje aprovecha la potencia de todos las siete Sol Emeralds, se pueden utilizar para lograr una transformación casi idéntica a una transformación Super (Burning Blaze en caso de Blaze). Sus poderes y el aura parecen girar en torno al fuego.
Otra cosa que las Sol Emeralds tienen en común con las Chaos Emeralds es aparentemente su capacidad de convertir ideas en el poder, aunque se desconoce en qué medida. Esto permitió a Blaze restaurar la energía de las Esmeraldas después de que fueron drenadas por el Dr. Eggman y Eggman Nega. También, al igual que las Chaos Emeralds, si las Sol Emeralds son drenados de su poder, se convertirán en impotentes y se ven como piedras normales.
También es interesante observar que poseen propiedades magnéticas, otro rasgo que comparten con las Chaos Emeralds; Tanto el Dr. Eggman y Eggman Nega cita que las Chaos y Sol Emeralds están relacionadas como el norte y el polo sur de un imán, por lo que se pueden atraer y se repeler entre sí, y pueden reaccionar en la presencia del otro, y si esta en las manos equivocadas, su poder podría destruir el mundo. Actualmente se desconoce si las Sol Emeralds tienen un equivalente a la Master Emerald que pueden controlarlos.
Las Sol Emeralds comparten una conexión profunda e importante para el mundo de Blaze y aparentemente pueden rehacer su mundo, si las esmeraldas salen de su mundo.

## Papel en los juegos
Las Sol Emeralds comparten una función similar con las Chaos Emeralds en los juegos modernos, como también sirven como argumento necesario para idear el progreso de la historia del juego.
En Sonic Rush, las Sol Emeralds no se obtienen de etapas especiales, como las Chaos, pero se obtienen después de cada lucha de jefe cuando Blaze obtiene uno del Dr. Eggman. En la historia estaban bajo la protección de Blaze the Cat por una cantidad de tiempo indeterminado, hasta que el Dr. Eggman llegó al mundo de Blaze y se las robó. Blaze, sin embargo, sigue al Dr. Eggman en el mundo de Sonic y con la ayuda de Cream the Rabbit, ella las recupera una por una del Dr. Eggman. En la historia final de Sonic Rush, Blaze es asaltado por el Dr. Eggman y Eggman Nega en su Egg Salamander y les quitan sus poderes a las Sol Emeralds. Cuando Sonic viene a rescatarla y Eggman se retira, Blaze se desanima por completo debido a que las Sol Emeralds no tienen poder, pero gracias a que Sonic y sus amigos la animan hablando sobre la amistad, Blaze se re-energiza y utiliza su poder por primera vez para convertirse en Burning Blaze. A continuación, se une a Super Sonic y juntos derrotan al Egg Salamander. Por último, Blaze regresa a su mundo con las Sol Emeralds.
Las Sol Emeralds vuelven en Sonic Rush Adventure, secuela de Sonic Rush. Al igual que las Chaos Emeralds, las Sol Emeralds tienen que ser recogidos a medida que avanza la historia, pero a diferencia de las Chaos Emeralds que se obtienen a partir de una carrera con Sonic, el jugador obtiene un Sol Emerald después de completar una misión específica. Estas misiones se pueden obtener de Gardon, pero para obtener todos ellas, el jugador debe haber desbloqueado y ganado Hidden Islands 6, 8 y 12. En esta ocasión, las Sol no juegan un papel en la historia, excepto en casi el final de la historia, debido a que Blaze las usa para convertirse en Burning Blaze, mientras que Sonic utiliza las Chaos Emeralds para convertirse en Super Sonic, con el fin de combatir al Egg Assistant. Tails, a continuación, utiliza la energía de los dos conjuntos de Emeralds para crear un objeto que puede enviar tanto a él como a Sonic a su propio mundo.

## Curiosidades
- En Sonic the Hedgehog (2006), hay elementos llamados Gems personalizados que se parecen mucho a las Sol Emeralds. Cada uno le da a Sonic una nueva habilidad.
- Se puede suponer que las Sol Emeralds son la razón de que Blaze ha aparecido en el mundo de Sonic en varias ocasiones que no sean de la serie Sonic Rush. En la versión Nintendo DS de Sonic Colors, Blaze apareció en el dulce de montaña debido a las acciones de las Sol Emeralds, y en el modo aventura de Mario y Sonic en los Juegos Olímpicos de Invierno se menciona que Blaze utiliza las Sol Emeralds para viajar al mundo de Sonic y participar en los juegos.
- Las Sol Emeralds son de los mismos colores que las Chaos Emeralds.
- La forma de las Sol Emeralds es similar a la de las antiguas Chaos Emeralds, quienes harían su primera aparición en Sonic the Hedgehog 2.

- Datos: Q16635381